# Шипкау
Шипкау (њем. Schipkau) општина је у њемачкој савезној држави Бранденбург. Једно је од 25 општинских средишта округа Обершпревалд-Лаузиц. Према процјени из 2010. у општини је живјело 7.395 становника. Посједује регионалну шифру (AGS) 12066285.

## Географски и демографски подаци
Шипкау се налази у савезној држави Бранденбург у округу Обершпревалд-Лаузиц. Општина се налази на надморској висини од 109 метара. Површина општине износи 68,7 km². У самом мјесту је, према процјени из 2010. године, живјело 7.395 становника. Просјечна густина становништва износи 108 становника/km².